# Narumonda VII
Narumonda VII is een bestuurslaag in het regentschap Toba Samosir van de provincie Noord-Sumatra, Indonesië. Narumonda VII telt 346 inwoners (volkstelling 2010).